# Kernouve
Kernouve — метеорит-хондрит масою 80000 грам.